# 菩薩戒
菩薩戒（藏語：byang chub sems dpa'i tshul khrims），大乘佛教菩薩道中菩薩修行者遵守的戒律，為尸羅的一種，又叫大乘戒、佛性戒，其律儀稱為菩薩律儀（藏語：byang chub sems dpa'i sdom pa）。
有《梵網菩薩戒經》的梵網菩薩戒、《瑜伽師地論》的瑜伽菩薩戒等數種。 其種種戒條，可攝為三聚淨戒（梵語：trividhāni śīlāni），爲菩薩戒的三種概括。聲聞戒律重視種種威儀事相的防護，而菩薩戒則重在菩提心的守護。

## 概论
大乘佛教将菩萨戒总结爲三大类，因為戒的精神及戒相乃是為令眾生無漏清淨，所以稱為“淨戒”，即三聚淨戒，或叫三聚戒，分别是：
1. 攝律儀戒：以禁防為體
2. 攝善法戒：以勤勇為體
3. 攝眾生戒（饒益有情戒）：以勤勇為體

## 漢傳佛教
漢傳佛教的菩薩戒來自二大傳統，第一個傳統來自瑜伽行唯識學派的《菩薩地持經》及其《菩薩戒本》，由曇無讖傳入。後來有三種其他的譯本傳出，包括求那跋摩的《菩薩善戒經》及其《菩薩受戒法》、失譯的《優婆塞五戒威儀經》、玄奘的《瑜伽師地論·菩薩地》及其《菩薩戒本》。不同譯本之輕戒數目不一，以玄奘本的「四重四十三輕戒」最為通行（又因開合不同，玄奘本的輕戒尚有四十二、四十四、四十五之判分），有慧遠、窺基、道倫等疏；第二個傳統來自《梵網經盧舍那佛說菩薩心地戒品》的“十重四十八輕戒”，特別著重於佛性，相傳是由鳩摩羅什譯出，有智顗、法藏、明曠等疏。
天監十八年（519年）五月梁武帝敕寫《出家人受菩薩戒法卷第一》，其〈序〉中詳記菩薩戒法所依據的經典以及編撰旨趣：
「戒本宗流，大抵有二：一出菩薩地持經，二出梵網經。……後有求那跋摩於祇洹寺，譯出菩薩善戒經。地持、善戒，大意相似，曲細推檢，多有不同。......世間所傳菩薩戒法，似欲依二經(地持經、梵網經)，多附小乘行事。撰菩薩戒法，乃有多家。鳩摩羅什所出菩薩戒法。高昌曇景口所傳受菩薩戒法。羅什是用梵網經。高昌云彌勒所集。亦梵網經，長沙寺玄暢所撰菩薩戒法。京師有依優婆塞戒經撰菩薩戒法。復有依瓔珞本業經撰菩薩戒法。復有依觀普賢行經撰菩薩戒法。粗是所見，略出六家。......今所撰次，不定一經。隨經所出，採以為證。於其中間，或有未具，參以所聞，不無因緣。不敢執己懷抱，妄有所作。唯有撰次，是自身力集，為在家、出家受菩薩戒法」。
按照法藏大師《華嚴經探玄記》所示菩薩戒，列舉十項如下：
- 依《梵網》等，有菩薩三歸戒。
- 依《優婆塞戒經》，列五戒、六重二十八輕戒，在家菩薩受。
- 依《文殊師利問經》，列八戒（八關齋戒），名為世間菩薩戒。
- 依《文殊師利問經》，列沙彌十戒，名為出家菩薩戒。
- 依《大方等陀羅尼經》，列二十四重戒，亦在家菩薩受。
- 依《瓔珞》、《梵網》，列十無盡戒（梵網又多四十八輕戒），通在家、出家菩薩。
- 依《瑜伽》、《地持》，列四重四十三輕戒，多分出家、亦兼在家。
- 依《善戒經》，列聲聞四重戒、菩薩四重戒，局為出家菩薩受。
- 依《毘奈耶瞿沙方廣契經》，菩薩戒有十萬種差別。
- 依《華嚴經·十無盡藏品》、《華嚴經·離世間品》，列十無盡戒藏、菩薩十種清淨戒。

法鼓山的聖嚴法師論及菩薩戒時，認為「十善法不僅是貫串世出世間凡聖五乘的基本善法，也是從凡入聖乃至成等正覺的根本軌範，故被以印度大乘佛教為依歸的漢藏諸大論師們，將之當作菩薩戒的共軌。……以十善法配合三聚淨戒為菩薩戒受持準則的觀念和作法；這是回歸佛陀本懷的無上功德……在他種菩薩戒無法一一遵守的情況下，能以十善戒作為菩薩戒而來涵蓋一切戒，應該是最合佛旨的。」。

### 歷史發展
漢傳佛教菩薩戒之起源：
- 曇無讖（或載曇無懺、曇摩懺），中天竺人，受學於沙門達摩耶舍（譯為法明），後遇白頭禪師，授以涅槃經本。曇無懺攜涅槃經、菩薩地持經等東來傳法，約在北涼玄始元年（412年）至姑臧。有張掖沙門道進向其求受菩薩戒，道進於三年且禪且懺，而得傳授。
- 宋文帝元嘉八年（431年）時，祇洹慧義請求那跋摩出《菩薩善戒》，始得二十八品，其弟子代出二品，成三十品。未及繕寫，失序品及戒品，故今猶有兩本，或稱《菩薩戒地》。
- 據《高僧傳》所載，《梵網經菩薩戒本》是由道融請鳩摩羅什所出。不過《出三藏記集》於羅什譯作不列《菩薩戒本》或《梵網經》，僅於「總經序」收錄《菩薩波羅提木叉》後記。學術界認為此經非由羅什譯出，而是在五世紀中至末之間在漢地造出流傳[15]。屈大成同意非是羅什譯出，但認為本經是有梵本根據的失譯經[16]。
- 禪宗菩薩戒起自四祖道信禪師（580-651）作《菩薩戒法》。北宗《大乘無生方便門》載神秀傳菩薩戒儀，認為「菩薩戒是持心戒，以佛性為戒性」，末後跏趺坐念佛看心淨，其與署名慧思（作者或為慧威）[17][18]的《受菩薩戒儀》有許多相似處，而更為簡要[19]。敦煌本《壇經》載南宗惠能授「無相戒」之內容，其菩薩戒儀依次是：見自三身佛、發四弘誓願、無相懺、受無相三歸依戒、末後說摩訶般若波羅蜜法。無相戒是南宗禪門獨創的弘戒法門，結合《金剛經》的中道思想，與《維摩詰經》的戒律觀[19]。神秀的「佛性戒」和惠能的「無相戒」，提倡「戒禪合一」，是以自性清淨為戒的心地法門，不重戒相。其根源來自《梵網經盧舍那佛說菩薩心地戒品》[20][19]。
- 玄奘於貞觀二十三年（公元649年）於大慈恩寺翻經院譯出《菩薩戒本》一卷、《菩薩戒羯磨文》一卷，瑜伽師地論第四十卷末至第四十一卷即《菩薩戒本》。窺基著有《受菩薩戒法》為敦煌法藏P.2147號抄本。慧沼《勸發菩提心集》收有「大唐三藏法師所傳西域正法藏受菩薩戒法」，並闡述菩薩戒之內涵。道世（?-683）律師解釋四分律的《毘尼討要》，其中有「受菩薩戒章」，窺基及慧沼的受菩薩戒法在結構和內容上與其有諸多類似處[21]。
- 天台宗荊溪湛然（711-782）的《授菩薩戒儀》依古德及《梵網》、《瓔珞》、《地持》、並高昌等文，編撰授菩薩戒行事之儀式，分為十二門。之後諸多的菩薩戒儀，皆以此為定準[22]。慧沼的受菩薩戒法對湛然的授菩薩戒儀有重大影響[21]。

## 藏傳佛教
西藏佛教的菩薩戒有兩個傳統，第一個傳統，主要依用《虛空藏菩薩經》，出自寂天《入菩薩行論》與《大乘集菩薩學論》，十八重八十輕戒，謂為龍樹深見傳承，儀軌由勝敵（梵語：Jetāri）等人據寂天著作編成。第二個傳統，依用《菩薩地·戒品》，即瑜伽師地論的藏譯本，其註釋有月官《菩薩律儀二十頌》等，分為「願菩提心戒」：四不可毀犯共戒及八不可輕棄戒，以及「行菩提心戒」：四重四十六輕戒，謂為無著廣行傳承，儀軌由阿底峽等人據月官著作編成。
最早將菩薩戒傳入西藏的是寂護，其內容及形式未見記載。不過藏史《拔協》記錄了當時有「二十根本教誡」的傳譯，或許類似於寂天的《大乘集菩薩學論》。《大乘集菩薩學論》將《虛空藏菩薩經》十八重戒攝為十四，《大方廣善巧方便經》二重戒攝為一，再加上《菩薩地·戒品》的後三重戒（第一重戒已在虛空藏菩薩經中），總成十八數。而二十根本教誡可能就是虛空藏的十八重戒與善巧方便的二重戒。

## 外部連結
- 敦煌本「出家人受菩薩戒法巻-序-」について--智〔ギ〕述・灌頂記「菩薩戒義疏」との関連を中心として  （页面存档备份，存于）
- 漢傳「受戒法」之考察 （页面存档备份，存于）